# 意大利國家足球隊
意大利國家足球隊（義大利語：Nazionale di calcio dell'Italia），是意大利最高層級的國家足球代表隊，由意大利足球協會組隊和管理，代表該國參與國際賽事。意大利队是最成功的國家足球隊之一，曾贏得四屆世界盃冠軍，只比巴西少一次，也是首個贏得世界盃的歐洲國家，现在的装备赞助商为阿迪达斯。
意大利的傳統球衣是藍衫白褲藍襪，因此其綽號是「Azzurri」（藍色，意大利語），中文綽號“蓝衣军团”、“藍戰士”。此種藍色通常會令人連結到在1861年統一意大利的王朝，也是現今民主意大利的基礎。在世界足壇，意大利素以擅長防守反擊戰術並以此獲得成功而聞名，在現代足球歷史中其後防線多次被譽為有“鋼筋混凝土”般堅固。不過意大利也不乏採取傳控及進攻足球打法的經驗，亦從不缺乏進攻線上的天才球員，是名副其實的傳統頂級強隊。此外，意大利還曾经是國際賽最長不敗紀錄（三十七場）的保持者，后来这个记录才在欧国联被西班牙打破。
意大利迄今共獲得了四次世界盃冠軍（1934年、1938年、1982年和2006年），两次歐洲國家盃冠軍（1968年和2020年），一次奧運足球賽冠軍（1936年）及兩次中歐世界杯冠軍（已停辦）。現時該國代表隊成員大多數效力意大利甲組聯賽。

## 歷史

### 早期

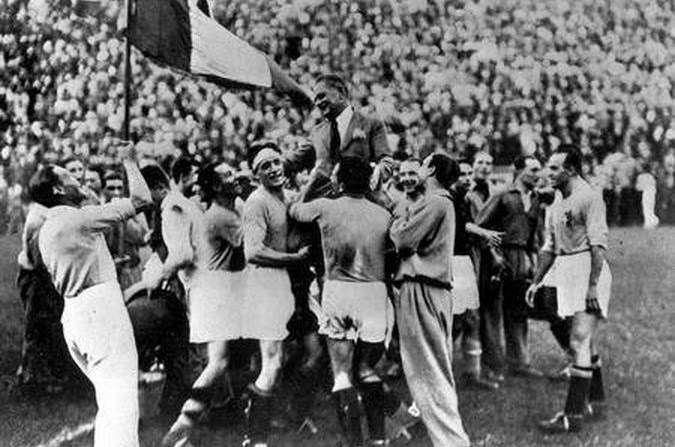
1934年世界杯，義大利贏得首座金盃。

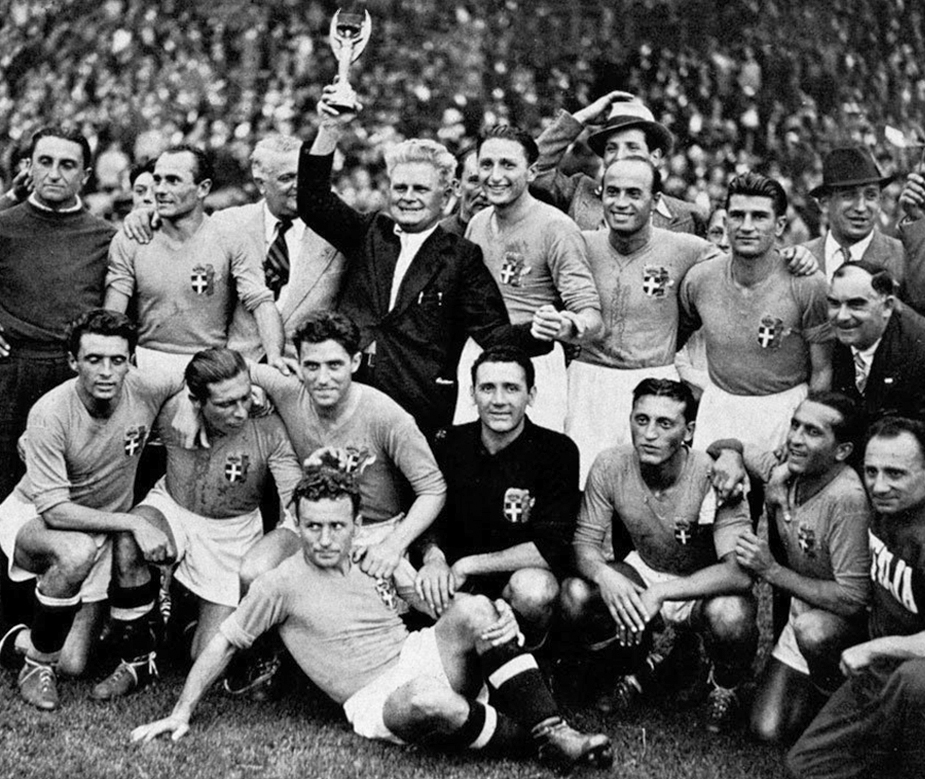
1938年世界杯，義大利衛冕成功，獲得第二座金盃。

意大利的第一場国际赛是于1910年5月15日在米蘭市對法國，他们于1910年12月30日（国家队的第三场比赛）确定了自己蓝色的球衣，因为当时意大利王室萨伏依王朝的代表色是蓝色，所以意大利国家队球衣的颜色就被定为蓝色。自1930年世界杯创办後，意大利在1934年、1938年兩屆世界杯贏得冠軍。1934年世界杯由意大利主辦，決賽意大利在加時賽以2-1戰勝捷克斯洛伐克；1938年世界杯由法國主辦，當時意大利以4-2擊敗匈牙利成功衛冕，成為首支成功衛冕世界杯冠軍的球隊，同時也成為首支非主辦國球隊奪得世界杯冠軍。

### 1949年-1970年
意大利足球在二次大戰中遭到重創。戰後，當時意大利聯賽冠軍球隊拖連奴在1949年遇上空難，大部份隊員喪生，由於意大利國家隊不少球員來自拖連奴，意大利國家隊也因此進一步元氣大傷。1950年世界盃、1954年世界盃、1962年世界盃以及1966年世界盃四屆世界杯都在首圈出局。1949年拖連奴隊的空難慘劇雖令意大利足球實力被削弱，促使意大利無可奈何地選擇發展著重防守的足球戰術，卻因而發展出一套十分有效的防守戰術：十字聯防，成為足球場上的防守典範。自此之後，意大利隊也因此被稱為其中一支防守力最佳的國家隊。

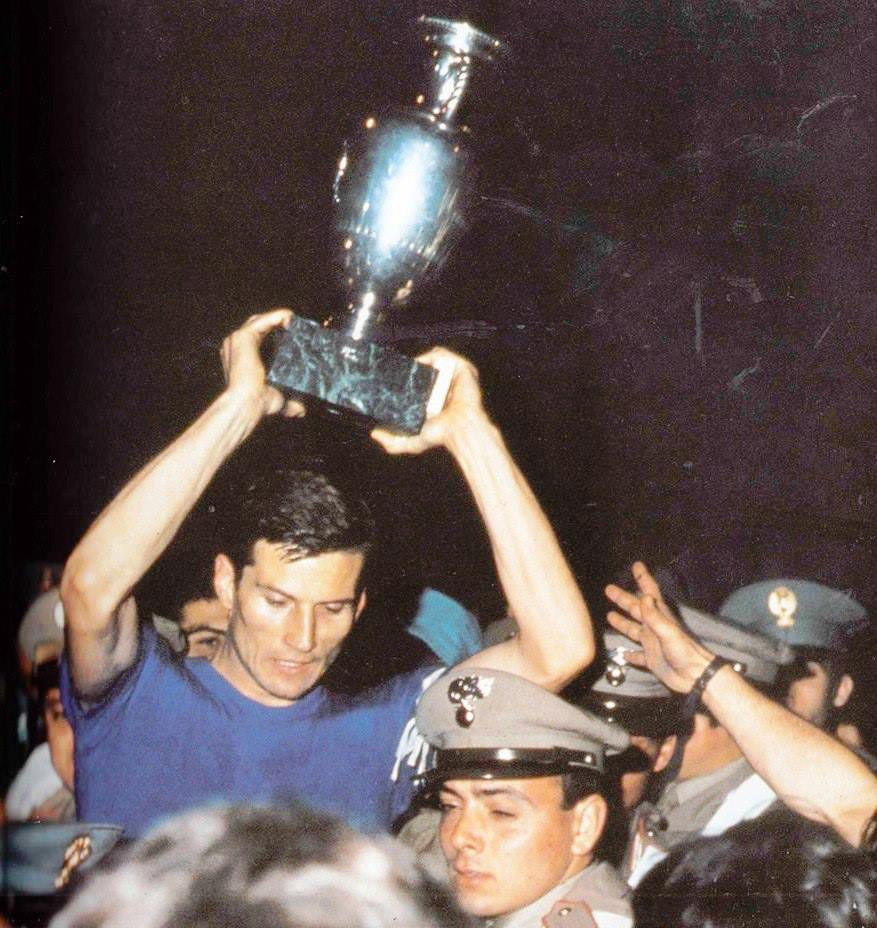
1968年歐洲國家盃，意大利首次贏得該項賽事冠軍。

當1968年意大利贏得歐洲國家盃冠軍後，意大利國家隊開始復興。當時意大利為主辦國身份，於決賽對著前南斯拉夫，以2-0贏出，為自贏得1938年世界杯後首個冠軍。兩年後晉級1970年世界杯，當時意大利四強對陣碧根鮑華帶領、以堅強意志力見稱的西德，結果意大利加時4-3艱難取勝。意大利決賽對著當時已赢了兩次世界杯冠軍的巴西，這場比賽當時被喻為最強攻擊力與最強防守力的對決，但以防守力強見稱的意大利卻失掉四球，最後慘敗1-4，只能得到亞軍。意大利雖未獲錦標，但成功培養了一班良好的球員，為義大利及意甲聯賽往後的輝煌奠下基礎。

### 1982年-1998年

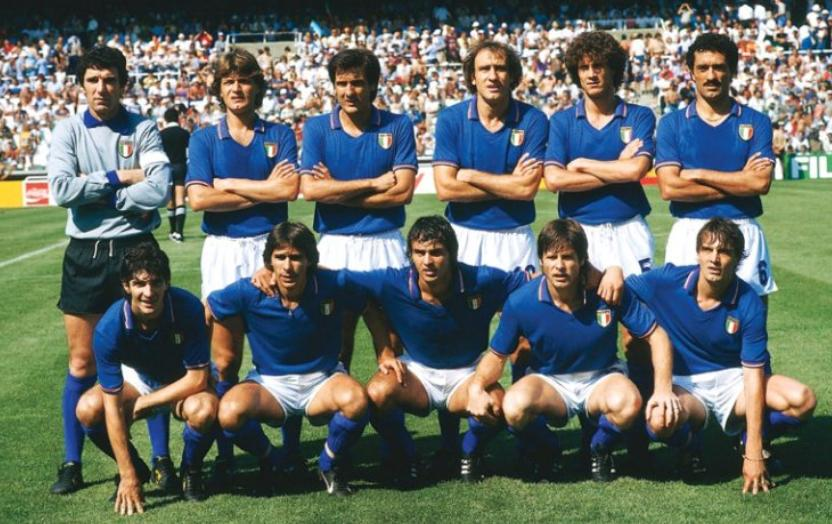
1982年世界杯，義大利第三度奪得金盃。

1982年世界杯乃意大利國家隊第三度封王的一屆，當屆意大利表現慢熱，小組賽第一輪僅僅以三場和局勉強出線，但其後發揮防守反擊戰術，表現相當出色，小組賽第二輪先後更以2-1戰勝馬勒當拿領銜的阿根廷、3-2擊敗大熱門的巴西隊，繼而於四強以2-0解決了波蘭，晉身至決賽以3-1打敗了西德，再次登上冠軍寶座。該屆的功臣是前鋒保羅·羅西，開賽前因捲入假球醜聞而被停賽兩年，但仍獲主教練貝阿爾佐特寄予十足信任，結果罗西共攻入了6球，成为了当届最佳射手。門将兼隊長的佐夫則以40歲之齡成為了捧起世界杯年齡最大的球員。
之後十多年來，意大利雖然沒有得到任何冠軍，但成績算是卓越。1988年歐洲國家盃闖入四强，以0-2不敌体力占据绝对优势的苏联。1990年世界杯，身為主辦國的意大利在四強互射十二碼不敵衛冕的阿根廷，最後意大利在季軍戰以2-1贏了英格蘭獲得季軍，成為繼智利後第二季軍東道主，該屆神射手是史基拉斯，打入了6球，平了1982西班牙世界盃之保羅·羅斯的紀錄。1994年世界杯決賽，意大利队小組賽表現依舊慢熱，僅以小組第三名出線，但淘汰賽階段，在天才球員的帶領下殺入最終決賽，在再次遇到老對手巴西隊，這場被國際傳媒譽為最鋒利的矛對陣最堅固的盾的火星撞地球的焦點戰役已雙方互交白卷而告終，在後來的互射十二碼中意大利隊再次落敗，與冠軍失之交臂，射失十二碼後失落的成為世界杯史上經典的一幕。1998年世界杯，意大利於八強遭遇東道主法國，結果意大利人再次倒在十二碼決勝之上。

### 2000年-2016年: 潮起潮落
2000年歐洲國家杯，意大利陣容強勁，四強在開賽初段即被罰下一人的情況下，以完美的防守抽擋下荷蘭的進攻，最後在十二碼中取勝，表現神勇的門將托尔多更連撲多球十二碼。意大利在決賽中再度對陣黃金一代的法國，更取得一球領先，卻在法定時間最後一秒被對手扳平，最後在加時再失一球敗陣，得到一個亞軍。2002年世界杯，意大利被視為大熱門之一。可惜於十六強階段遭遇東道主南韓，在裁判偏向性執法下敗陣。直到2006年世界盃，意大利在名教練納比帶領下，攻守均衡，四強在加時最後兩分鐘連入兩球絕殺東道主德國，決賽以互射十二碼擊敗法國，第四度奪得世界杯冠軍。隊長簡拿華路及門將保方表現出色，令球隊只失了兩球，一球烏龍，一球十二碼。派路及托迪兩個核心帶領球隊整體表現出色，12球進球由10人貢獻。2007年2月14日由國際足協頒布的世界排名中，意大利13年來首度取代巴西，登上首名。

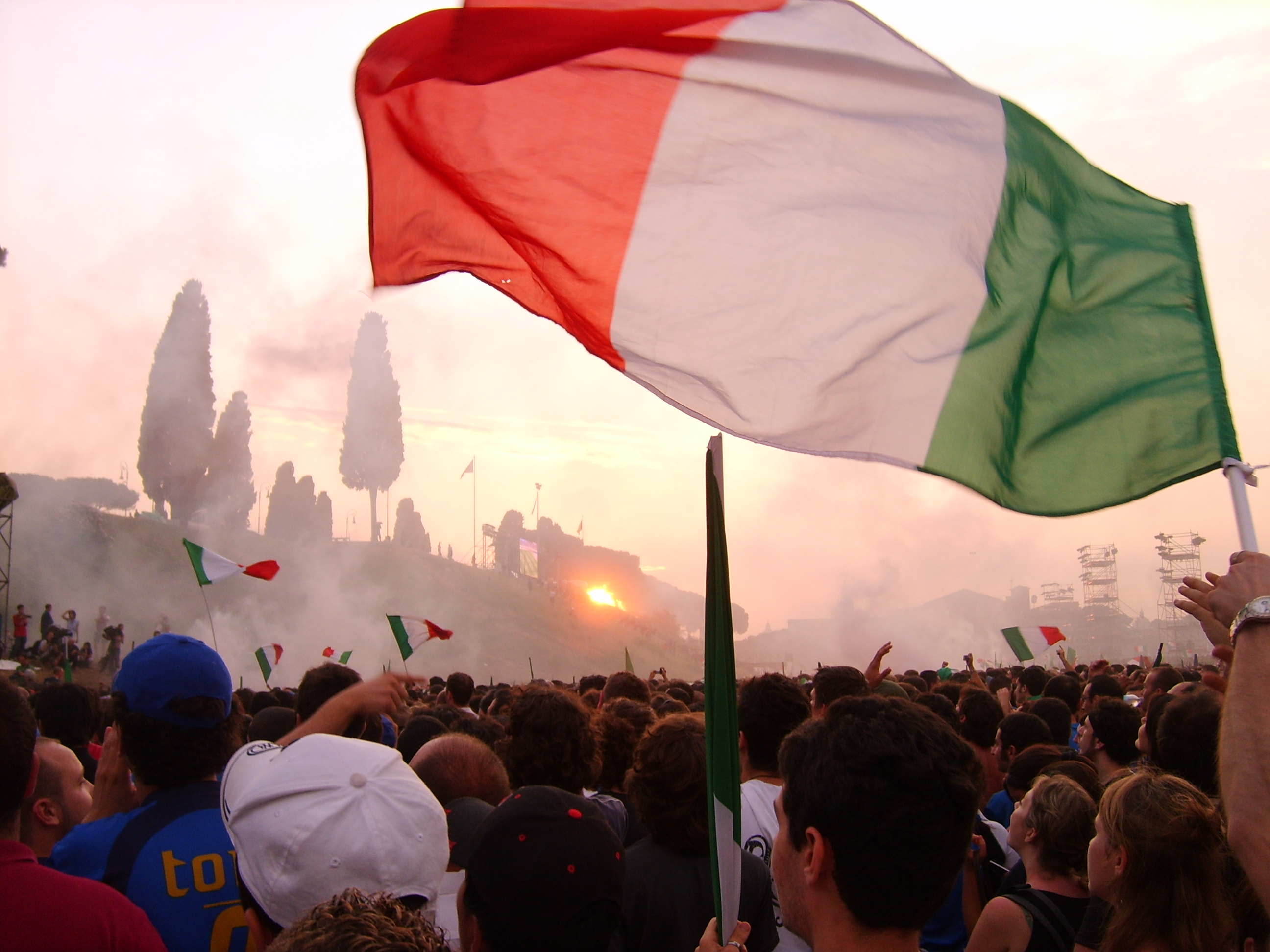
2006年世界杯，義大利第四度封王，圖為首都羅馬的意大利球迷。

2006年奪冠可以說是意大利足球的一個轉捩點，其後意大利步入青黃不接的困境，成績由高峰滑落。2008年歐洲國家杯，意大利小組賽以0-3大敗給荷蘭，但最後以2-0擊敗法國以小組次名出線，最後在八強被西班牙十二碼擊敗，後來西班牙奪得此屆冠軍，開創其黃金時期。2010年世界杯，意大利以上屆冠軍身份參賽，教練里皮第二度帶領球隊，可惜選人上取態保守，球員老邁及傷員問題，令意大利竟在首圈分組賽一場不勝，小組末席出局，這也是36年來意大利首次在世界杯決賽周首圈分組賽出局，以防守穩健見稱的意大利隊在三場分組賽失掉五球之多，這屆世界杯暴露出意大利隊後防衰弱。
其後意大利任用重視青年球員的柏蘭迪利，成功的挖掘出巴洛特利等人的潛力，而且戰術打法上出現革命式的改變，追求控制型的進攻足球。2012年歐洲國家杯，意大利在不被看好下，依靠派路等人的努力，小組賽第一場以1-1打平西班牙，其後又連克英格蘭及德國打進了決賽，再度面對西班牙，可惜體能下降及傷病影響，意大利以0-4敗陣，亦創下了歷來歐洲國家杯決賽最懸殊的比分。雖然未能奪冠，但意大利足球被眾多人認為步上了復興之路。不過，兩年後的2014年世界杯，意大利表現不佳，雖然首場分組賽擊敗英格蘭，但之後卻敗給哥斯達黎加，在最後一場對陣烏拉圭的賽事中，意大利守和就能出線，但此賽事存在多個判罰爭議，包括意大利球員馬治斯奧的紅牌及烏拉圭前鋒蘇亞雷斯的蓄意咬人事件，這些爭議令意大利陷於困局，最後以0-1敗陣出局。意大利三場小組賽僅取得兩球入球，比2010年世界杯更少，攻擊力可謂乏善可陳，而球隊連續兩屆世界杯小組賽被淘汰，更是48年來的首次。意大利青黃不接問題明顯未得到完善解決。不同的是2010年出局是意大利技不如人，2014年出局是有多次對意大利不利的判罰，第三輪分組賽對烏拉圭尤甚。
2016年歐洲國家盃，意大利先後擊敗勁敵比利時和瑞典以小組首名出線十六強淘汰賽，在十六強賽更以2-0擊敗上屆冠軍西班牙，報卻上屆決賽一敗之仇。在半準決賽意大利對手是德國，雖然意大利多年來在國際大賽中對德國未嘗一敗，但這次與德國在連加時的120分鐘打成1-1平手，最後在互射十二碼以5-6被德國擊敗，無緣晉級。但普遍認為意大利在2016年歐洲國家盃的表現較2014年世界杯為佳。

### 2018年-2024：無語的世足會外賽、驚喜的歐洲國家盃
2018年世界杯外圍賽，意大利不幸與勁旅西班牙同組，因意大利作客不敵西班牙及主場被弱隊馬其頓迫和，以至落後於西班牙五分只取得小組次名，失卻小組首名的直接出線資格，只能參加附加賽爭取餘下出線席位。意大利在附加賽的對手是瑞典，在2017年11月10日的首回合，作客的意大利雖佔有較多攻勢，但卻以0-1不敵瑞典。三日後意大利在米蘭主場迎戰瑞典的次回合，佔盡優勢的意大利整場比賽無法攻入瑞典大門，以0-0賽和瑞典，最終以總比數0-1落敗，自1958年以來首次無緣世界杯決賽周。賽後保方、迪羅斯、巴尔扎利、基亞連尼4名國家隊老臣子宣布退出國家隊。有趣的是，意大利隊於1958年時缺席世界盃決賽週，當時的主辦國亦為今次敗給的瑞典；在2004年歐洲國家盃，意大利同樣因瑞典在最後一場逼和同組的丹麥的情況下，於分組賽止步。而自從2006年意大利奪得世界盃冠軍以來，經歷2010年南非世界盃和2014年巴西世界盃的分組初賽出局，2018年俄羅斯世界盃更在外圍賽被淘汰，國家隊表現的每況愈下，亦讓多方質疑起意大利隊的傳統強國地位。

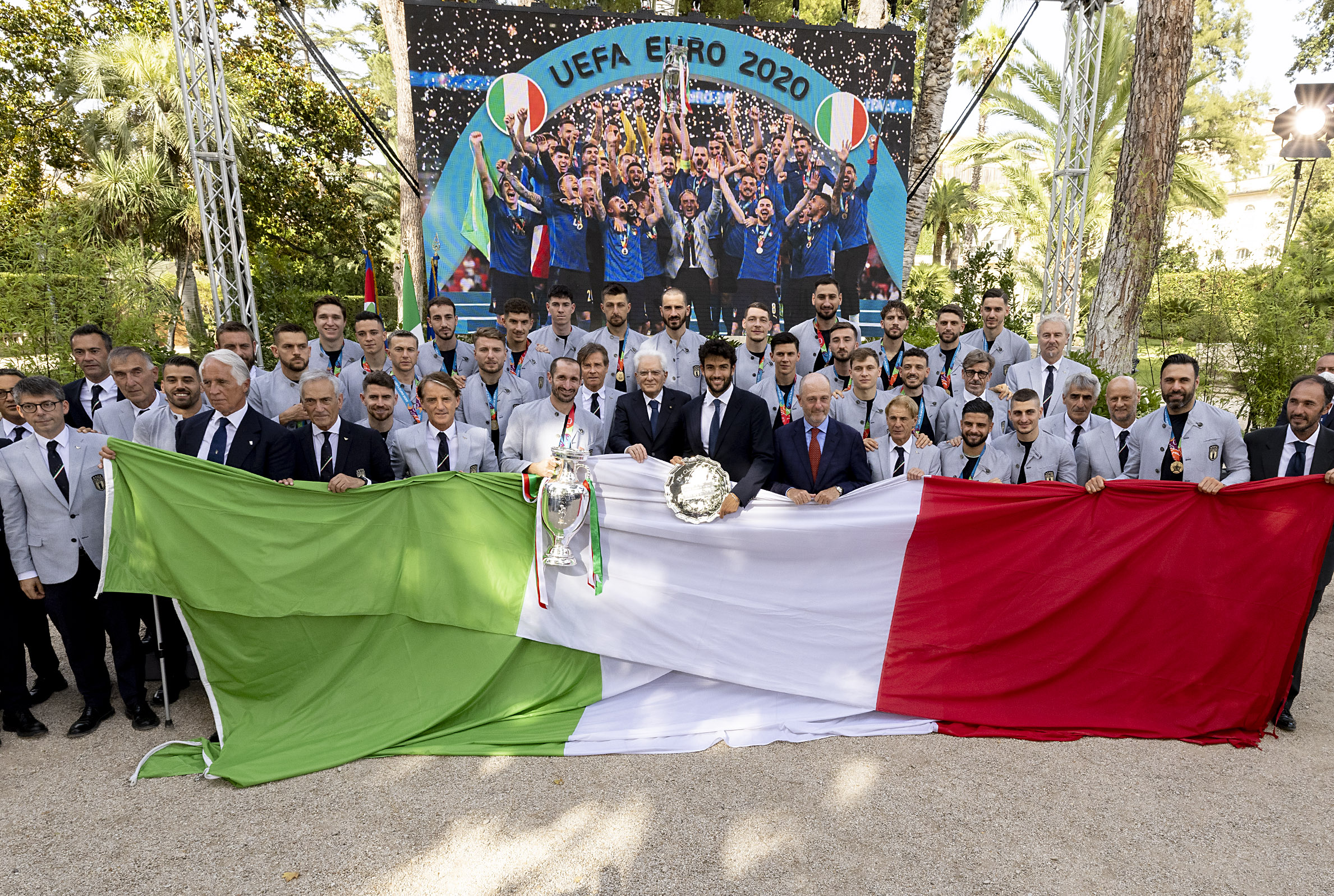
2020年歐洲國家盃，意大利相隔53年再次捧杯，事後球隊獲總統塞爾焦·馬達雷拉（前排中）接見

無緣此次世界杯決賽周後，曾執教國際米蘭、曼城等著名球隊的羅拔圖·文仙尼接替主教練一職。在文仙尼上任以後，雖然在首五場所執教的友誼賽中只能取得一勝兩和兩負的成績，惟在世界盃過後的2020年歐洲國家盃外圍賽開始以後，其執教的賽事全部不敗，而且文仙尼在用人上也放棄了過去被指重視名氣的作風，而且在戰術上更棄用過去以防守反擊見長的風格，改為採取傳控及進攻足球踢法。這一連串變革性的行動在2020年歐洲國家盃取得極大成效並成功洗過去近十年的頹風。在小組賽上三戰三勝，入七球失零球，以首名出線十六強淘汰賽。十六強賽中，意大利在加時賽以2-1淘汰奧地利，隨後於半準決賽再以2-1淘汰當時位居FIFA排名第一的比利時晉級。四強賽中，意大利對戰西班牙，在法定時間內成打成1-1平手，隨後加時賽中兩隊未再有進帳，最終意大利在互射十二碼以4-2擊敗對手，事隔九年再入決賽。在對陣英格蘭的決賽中，意大利開賽早段便已先失一球落後，惟球隊隨後找回節奏，莱昂纳多·博努奇在下半場中段打平比分。最終，比賽進入點球大戰，意大利以1-1（3-2互射十二碼）戰勝英格蘭，贏得2020年歐洲國家盃，這也是他們相隔逾半世紀後再度在該項賽事奪冠。該屆意大利還具有多項予人印象深刻的特點，例如一改傳統上以防守反擊見長的風格，改為採取傳控及進攻足球踢法，受到不少積極評價。同時，接棒的罕有地以門將身分當選該屆賽事的最佳球員，為歐洲足協在1996年設立這個獎項以來，首次有門將得到歐國盃最佳球員。另外，贏得該屆冠軍後，意大利就此創下了國際賽連續三十四場不敗紀錄，在奪冠的同時亦建立起里程碑。
意大利的不敗紀錄在2020年歐洲國家盃之後延續，在2022年世界盃外圍賽分組賽，意大利在所有八場賽事中保持不敗，成功打破此前由巴西及西班牙共同保持的紀錄（三十五場），成為國際賽最長不敗紀錄保持者。不過由於意大利在外圍賽中有四場是和局，當中對主要競爭對手瑞士的兩場比賽，皆因射失十二碼罰球而只能與瑞士賽和。在最後一場分組賽意大利作客並賽和已出線無望的北愛爾蘭，結果被瑞士趕過，令意大利繼2018年世界杯外圍賽，再次失去小組首名直接出線資格，須轉戰附加賽。意大利在首圈附加賽，主場面對被視為附加賽球隊中最弱的北馬其頓，竟在補時階段被對手攻入絕殺球，以0-1不敵北馬其頓，連續兩屆世界盃未能取得出線資格，同時也成為史上第四支應屆歐洲國家盃冠軍卻未能取得來屆世界盃決賽周資格的球隊（前三支為1976年冠軍捷克斯洛伐克、1992年冠軍丹麥和2004年冠軍希臘）。

### 2024-至今：欧国联再次拿下季军，未能卫冕欧洲冠军
时隔世界杯资格赛出局的两个月之后，意大利拿下了劳伦斯世界体育奖，而在4个月之后，意大利开始在欧国联里面保持不败的纪录，成功晋级欧国联决赛圈，但是过了2022年，意大利终于开始了黄青不接的状态，球员虽然特别年轻但是没有足够的经验，于是在德国欧洲杯的资格赛大败英格兰队，最终三十七场比赛不败纪录被西班牙给打破，但是球队去了荷兰之后，虽然败给西班牙，但是战胜了东道主荷兰，连续两次接夺欧国联第三名，但是在歐國聯夺了铜牌之后，曼奇尼就辞职了，由重新带领拿坡里从夺意甲冠军的卢西亚诺·斯帕莱蒂担任国家主教练，但是在外围赛糟糕的成绩最终还是杀入决赛圈，但是德国欧洲杯开幕前，很多人觉得斯帕莱蒂可以带队成功卫冕欧洲杯冠军，但是自从开幕之后，球队虽然在阿尔巴尼亚的比赛取得胜利，但是故意放水让阿尔巴尼亚先进球了，被许多意大利媒体或网友讽刺，后来对阵西班牙的一个乌龙球取得更大的讽刺，最终与克罗地亚打平，艰苦耐劳的杀入淘汰赛，但是在16强被瑞士梅开二度，卫冕失败，意大利终于结束了这届欧洲杯的之旅，和2012年波乌欧洲杯冠军西班牙与2016年法国欧洲杯冠军葡萄牙开始了卫冕冠军止步八强的魔咒。

### 其他战绩
另外，意大利在1936年得到奧運金牌，又在1928年和2004年得到銅牌。2013年聯合會杯中，意大利獲得季軍。2021年和2023年欧洲国家联赛中，意大利两次獲得季軍。

## 國家隊成績

### 所獲榮譽
- 世界盃足球賽
  - 冠軍 (4次)：1934年，1938年，1982年，2006年
  - 亞軍 (2次)：1970年，1994年
  - 季軍 (1次)：1990年
  - 殿軍 (1次)：1978年
- 歐洲國家盃
  - 冠軍 (2次)：1968年，2020年
  - 亞軍 (2次)：2000年，2012年
  - 殿軍 (1次)：1980年
  - 準決賽 (1次)：1988年
- 歐足聯國家聯賽
  - 季軍 (2次)：2021年，2023年
- 聯合會杯
  - 季軍 (1次)：2013年
- 奧運會足球項目
  - 金牌 (1次)：1936年
  - 銅牌 (2次)：1928年（英语：Football at the 1928 Summer Olympics），2004年
- 中歐世界杯（英语：Central European International Cup）
  - 冠軍 (2次)：1927–30年，1933–35年
  - 亞軍 (2次)：1931–32年，1936–38年

*歐洲國家盃自1984年起不設季軍戰。

### 世界盃成績
| 世界盃決赛週成績 | 世界盃決赛週成績 | 世界盃決赛週成績 | 世界盃決赛週成績 | 世界盃決赛週成績 | 世界盃決赛週成績 | 世界盃決赛週成績 | 世界盃決赛週成績 | 世界盃決赛週成績 |                      | 世界盃外圍賽成績     | 世界盃外圍賽成績     | 世界盃外圍賽成績     | 世界盃外圍賽成績     | 世界盃外圍賽成績     | 世界盃外圍賽成績 |
| 年份             | 最終成績         | 總排名           | 賽               | 勝               | 和*              | 負               | 入球             | 失球             | 賽                   | 勝                   | 和                   | 負                   | 入球                 | 失球                 |                  |
| ---------------- | ---------------- | ---------------- | ---------------- | ---------------- | ---------------- | ---------------- | ---------------- | ---------------- | -------------------- | -------------------- | -------------------- | -------------------- | -------------------- | -------------------- | ---------------- |
| 1930             | 沒有參加         | 沒有參加         | 沒有參加         | 沒有參加         | 沒有參加         | 沒有參加         | 沒有參加         | 沒有參加         | 沒有參加             | 沒有參加             | 沒有參加             | 沒有參加             | 沒有參加             | 沒有參加             |                  |
| 1934             | 冠軍             | 1/16             | 5                | 4                | 1                | 0                | 12               | 3                | 1                    | 1                    | 0                    | 0                    | 4                    | 0                    |                  |
| 1938             | 冠軍             | 1/15             | 4                | 4                | 0                | 0                | 11               | 5                | 作為衛冕冠軍自動晉級 | 作為衛冕冠軍自動晉級 | 作為衛冕冠軍自動晉級 | 作為衛冕冠軍自動晉級 | 作為衛冕冠軍自動晉級 | 作為衛冕冠軍自動晉級 |                  |
| 1950             | 小組賽           | 7/13             | 2                | 1                | 0                | 1                | 4                | 3                | 作為衛冕冠軍自動晉級 | 作為衛冕冠軍自動晉級 | 作為衛冕冠軍自動晉級 | 作為衛冕冠軍自動晉級 | 作為衛冕冠軍自動晉級 | 作為衛冕冠軍自動晉級 |                  |
| 1954             | 小組賽           | 10/16            | 3                | 1                | 0                | 2                | 6                | 7                | 2                    | 2                    | 0                    | 0                    | 7                    | 2                    |                  |
| 1958             | 未能晉級         | 未能晉級         | 未能晉級         | 未能晉級         | 未能晉級         | 未能晉級         | 未能晉級         | 未能晉級         | 4                    | 2                    | 0                    | 2                    | 5                    | 5                    |                  |
| 1962             | 小組賽           | 9/16             | 3                | 1                | 1                | 1                | 3                | 2                | 2                    | 2                    | 0                    | 0                    | 10                   | 2                    |                  |
| 1966             | 小組賽           | 9/16             | 3                | 1                | 0                | 2                | 2                | 2                | 6                    | 4                    | 1                    | 1                    | 17                   | 3                    |                  |
| 1970             | 亞軍             | 2/16             | 6                | 3                | 2                | 1                | 10               | 8                | 4                    | 3                    | 1                    | 0                    | 10                   | 3                    |                  |
| 1974             | 小組賽           | 10/16            | 3                | 1                | 1                | 1                | 5                | 4                | 6                    | 4                    | 2                    | 0                    | 12                   | 0                    |                  |
| 1978             | 殿軍             | 4/16             | 7                | 4                | 1                | 2                | 9                | 6                | 6                    | 5                    | 0                    | 1                    | 18                   | 4                    |                  |
| 1982             | 冠軍             | 1/24             | 7                | 4                | 3                | 0                | 12               | 6                | 8                    | 5                    | 2                    | 1                    | 12                   | 5                    |                  |
| 1986             | 十六強           | 12/24            | 4                | 1                | 2                | 1                | 5                | 6                | 作為衛冕冠軍自動晉級 | 作為衛冕冠軍自動晉級 | 作為衛冕冠軍自動晉級 | 作為衛冕冠軍自動晉級 | 作為衛冕冠軍自動晉級 | 作為衛冕冠軍自動晉級 |                  |
| 1990             | 季軍             | 3/24             | 7                | 6                | 1                | 0                | 10               | 2                | 作為東道主自動晉級   | 作為東道主自動晉級   | 作為東道主自動晉級   | 作為東道主自動晉級   | 作為東道主自動晉級   | 作為東道主自動晉級   |                  |
| 1994             | 亞軍             | 2/24             | 7                | 4                | 2                | 1                | 8                | 5                | 10                   | 7                    | 2                    | 1                    | 22                   | 7                    |                  |
| 1998             | 八強             | 5/32             | 5                | 3                | 2                | 0                | 8                | 3                | 10                   | 6                    | 4                    | 0                    | 13                   | 2                    |                  |
| 2002             | 十六強           | 15/32            | 4                | 1                | 1                | 2                | 5                | 5                | 8                    | 6                    | 2                    | 0                    | 16                   | 3                    |                  |
| 2006             | 冠軍             | 1/32             | 7                | 5                | 2                | 0                | 12               | 2                | 10                   | 7                    | 2                    | 1                    | 17                   | 8                    |                  |
| 2010             | 小組賽           | 26/32            | 3                | 0                | 2                | 1                | 4                | 5                | 10                   | 7                    | 3                    | 0                    | 18                   | 7                    |                  |
| 2014             | 小組賽           | 22/32            | 3                | 1                | 0                | 2                | 2                | 3                | 10                   | 6                    | 4                    | 0                    | 19                   | 9                    |                  |
| 2018             | 未能晉級         | 未能晉級         | 未能晉級         | 未能晉級         | 未能晉級         | 未能晉級         | 未能晉級         | 未能晉級         | 12                   | 7                    | 3                    | 2                    | 21                   | 9                    |                  |
| 2022             | 未能晉級         | 未能晉級         | 未能晉級         | 未能晉級         | 未能晉級         | 未能晉級         | 未能晉級         | 未能晉級         | 9                    | 4                    | 4                    | 1                    | 13                   | 3                    |                  |
| 2026             | 待定             | 待定             | 待定             | 待定             | 待定             | 待定             | 待定             | 待定             | 待定                 | 待定                 | 待定                 | 待定                 | 待定                 | 待定                 |                  |
| 總結             | 4 次奪冠         | 18/22            | 83               | 45               | 21               | 17               | 128              | 77               | 118                  | 78                   | 30                   | 10                   | 234                  | 72                   |                  |

### 歐洲國家盃成績
| 歐洲國家盃決賽週成績 | 歐洲國家盃決賽週成績 | 歐洲國家盃決賽週成績 | 歐洲國家盃決賽週成績 | 歐洲國家盃決賽週成績 | 歐洲國家盃決賽週成績 | 歐洲國家盃決賽週成績 | 歐洲國家盃決賽週成績 | 歐洲國家盃決賽週成績 |                | 歐洲國家盃外圍賽成績 | 歐洲國家盃外圍賽成績 | 歐洲國家盃外圍賽成績 | 歐洲國家盃外圍賽成績 | 歐洲國家盃外圍賽成績 | 歐洲國家盃外圍賽成績 |
| 年份                 | 最終成績             | 總排名               | 賽                   | 勝                   | 和*                  | 負                   | 入球                 | 失球                 | 賽             | 勝                   | 和                   | 負                   | 入球                 | 失球                 |                      |
| -------------------- | -------------------- | -------------------- | -------------------- | -------------------- | -------------------- | -------------------- | -------------------- | -------------------- | -------------- | -------------------- | -------------------- | -------------------- | -------------------- | -------------------- | -------------------- |
| 1960                 | 沒有參賽             | 沒有參賽             | 沒有參賽             | 沒有參賽             | 沒有參賽             | 沒有參賽             | 沒有參賽             | 沒有參賽             | 未參賽         | 未參賽               | 未參賽               | 未參賽               | 未參賽               | 未參賽               |                      |
| 1964                 | 未能晉級             | 未能晉級             | 未能晉級             | 未能晉級             | 未能晉級             | 未能晉級             | 未能晉級             | 未能晉級             | 4              | 2                    | 1                    | 1                    | 8                    | 3                    |                      |
| 1968                 | 冠軍                 | 1st                  | 3                    | 1                    | 2                    | 0                    | 3                    | 1                    | 8              | 6                    | 1                    | 1                    | 21                   | 6                    |                      |
| 1972                 | 未能晉級             | 未能晉級             | 未能晉級             | 未能晉級             | 未能晉級             | 未能晉級             | 未能晉級             | 未能晉級             | 8              | 4                    | 3                    | 1                    | 13                   | 6                    |                      |
| 1976                 | 未能晉級             | 未能晉級             | 未能晉級             | 未能晉級             | 未能晉級             | 未能晉級             | 未能晉級             | 未能晉級             | 6              | 2                    | 3                    | 1                    | 3                    | 3                    |                      |
| 1980                 | 殿軍                 | 4th                  | 4                    | 1                    | 3                    | 0                    | 2                    | 1                    | 作為東道主晉級 | 作為東道主晉級       | 作為東道主晉級       | 作為東道主晉級       | 作為東道主晉級       | 作為東道主晉級       |                      |
| 1984                 | 未能晉級             | 未能晉級             | 未能晉級             | 未能晉級             | 未能晉級             | 未能晉級             | 未能晉級             | 未能晉級             | 8              | 1                    | 3                    | 4                    | 6                    | 12                   |                      |
| 1988                 | 準決賽               | 4th                  | 4                    | 2                    | 1                    | 1                    | 4                    | 3                    | 8              | 6                    | 1                    | 1                    | 16                   | 4                    |                      |
| 1992                 | 未能晉級             | 未能晉級             | 未能晉級             | 未能晉級             | 未能晉級             | 未能晉級             | 未能晉級             | 未能晉級             | 8              | 3                    | 4                    | 1                    | 12                   | 5                    |                      |
| 1996                 | 小組賽               | 10th                 | 3                    | 1                    | 1                    | 1                    | 3                    | 3                    | 10             | 7                    | 2                    | 1                    | 20                   | 6                    |                      |
| 2000                 | 亞軍                 | 2nd                  | 6                    | 4                    | 1                    | 1                    | 9                    | 4                    | 8              | 4                    | 3                    | 1                    | 13                   | 5                    |                      |
| 2004                 | 小組賽               | 9th                  | 3                    | 1                    | 2                    | 0                    | 3                    | 2                    | 8              | 5                    | 2                    | 1                    | 17                   | 4                    |                      |
| 2008                 | 八強                 | 8th                  | 4                    | 1                    | 2                    | 1                    | 3                    | 4                    | 12             | 9                    | 2                    | 1                    | 22                   | 9                    |                      |
| 2012                 | 亞軍                 | 2nd                  | 6                    | 2                    | 3                    | 1                    | 6                    | 7                    | 10             | 8                    | 2                    | 0                    | 20                   | 2                    |                      |
| 2016                 | 八強                 | 5th                  | 5                    | 3                    | 1                    | 1                    | 6                    | 2                    | 10             | 7                    | 3                    | 0                    | 16                   | 7                    |                      |
| 2020                 | 冠軍                 | 1st                  | 7                    | 5                    | 2                    | 0                    | 13                   | 4                    | 10             | 10                   | 0                    | 0                    | 37                   | 4                    |                      |
| 2024                 | 八分之一决赛         | 17th                 | 4                    | 1                    | 1                    | 2                    | 3                    | 5                    | 8              | 4                    | 2                    | 2                    | 25                   | 7                    |                      |
| 總結                 | 2 次奪冠             | 11/17                | 49                   | 22                   | 19                   | 8                    | 55                   | 36                   | 118            | 74                   | 30                   | 14                   | 224                  | 76                   |                      |

### 歐足聯國家聯賽成绩
| 年份    | 最终成绩       | 场数 | 胜 | 和* | 负 | 入球 | 失球 | 備考  |
| ------- | -------------- | ---- | -- | --- | -- | ---- | ---- | ----- |
| 2018–19 | 未能晉身決賽週 | 4    | 1  | 2   | 1  | 2    | 2    | 聯賽A |
| 2020–21 | 季軍           | 8    | 4  | 3   | 1  | 10   | 5    | 聯賽A |
| 2022–23 | 季軍           | 8    | 4  | 2   | 2  | 12   | 11   | 聯賽A |
| 2024–25 | 未能晉身決賽週 | 8    | 4  | 2   | 2  | 17   | 13   | 聯賽A |
| 总结    | 2/4            | 28   | 13 | 9   | 6  | 41   | 31   | --    |

（*）包括淘汰赛阶段要以延长赛或十二码决胜之和局（90分钟）。

### 洲際國家盃成績
| 年份   | 最終成績 | 場數     | 勝       | 和       | 負       | 得球     | 失球     |
| ------ | -------- | -------- | -------- | -------- | -------- | -------- | -------- |
| 1992年 | 未能晉級 | 未能晉級 | 未能晉級 | 未能晉級 | 未能晉級 | 未能晉級 | 未能晉級 |
| 1995年 | 未能晉級 | 未能晉級 | 未能晉級 | 未能晉級 | 未能晉級 | 未能晉級 | 未能晉級 |
| 1997年 | 未能晉級 | 未能晉級 | 未能晉級 | 未能晉級 | 未能晉級 | 未能晉級 | 未能晉級 |
| 1999年 | 未能晉級 | 未能晉級 | 未能晉級 | 未能晉級 | 未能晉級 | 未能晉級 | 未能晉級 |
| 2001年 | 未能晉級 | 未能晉級 | 未能晉級 | 未能晉級 | 未能晉級 | 未能晉級 | 未能晉級 |
| 2003年 | 未能晉級 | 未能晉級 | 未能晉級 | 未能晉級 | 未能晉級 | 未能晉級 | 未能晉級 |
| 2005年 | 未能晉級 | 未能晉級 | 未能晉級 | 未能晉級 | 未能晉級 | 未能晉級 | 未能晉級 |
| 2009年 | 小組賽   | 3        | 1        | 0        | 2        | 3        | 5        |
| 2013年 | 季軍     | 5        | 2        | 2        | 1        | 10       | 10       |
| 2017年 | 未能晉級 | 未能晉級 | 未能晉級 | 未能晉級 | 未能晉級 | 未能晉級 | 未能晉級 |
| 總結   | 2 / 10   | 8        | 3        | 2        | 3        | 13       | 15       |

## 近賽成績

### 2024年歐洲足球錦標賽外圍賽
| 排名 | 隊伍     | 賽 | 勝 | 和 | 負 | 得 | 失 | 差  | 分 | 獲得資格               |     |     |     |     |     |     |
| ---- | -------- | -- | -- | -- | -- | -- | -- | --- | -- | ---------------------- | --- | --- | --- | --- | --- | --- |
| 1    | 英格兰   | 8  | 6  | 2  | 0  | 22 | 4  | +18 | 20 | 晉級決賽周賽事         |     | —   | 3–1 | 2–0 | 7–0 | 2–0 |
| 2    | 義大利   | 8  | 4  | 2  | 2  | 16 | 9  | +7  | 14 | 晉級決賽周賽事         |     | 1–2 | —   | 2–1 | 5–2 | 4–0 |
| 3    | 乌克兰   | 8  | 4  | 2  | 2  | 11 | 8  | +3  | 14 | 通過國家聯賽晉身附加賽 |     | 1–1 | 0–0 | —   | 2–0 | 1–0 |
| 4    | 北馬其頓 | 8  | 2  | 2  | 4  | 10 | 20 | −10 | 8  |                        |     | 1–1 | 1–1 | 2–3 | —   | 2–1 |
| 5    | 馬爾他   | 8  | 0  | 0  | 8  | 2  | 20 | −18 | 0  |                        | 0–4 | 0–2 | 1–3 | 0–2 | —   |     |

1. 1 2  對賽得分：意大利 4 分，烏克蘭 1 分。

## 球員紀錄

#### 出场纪录

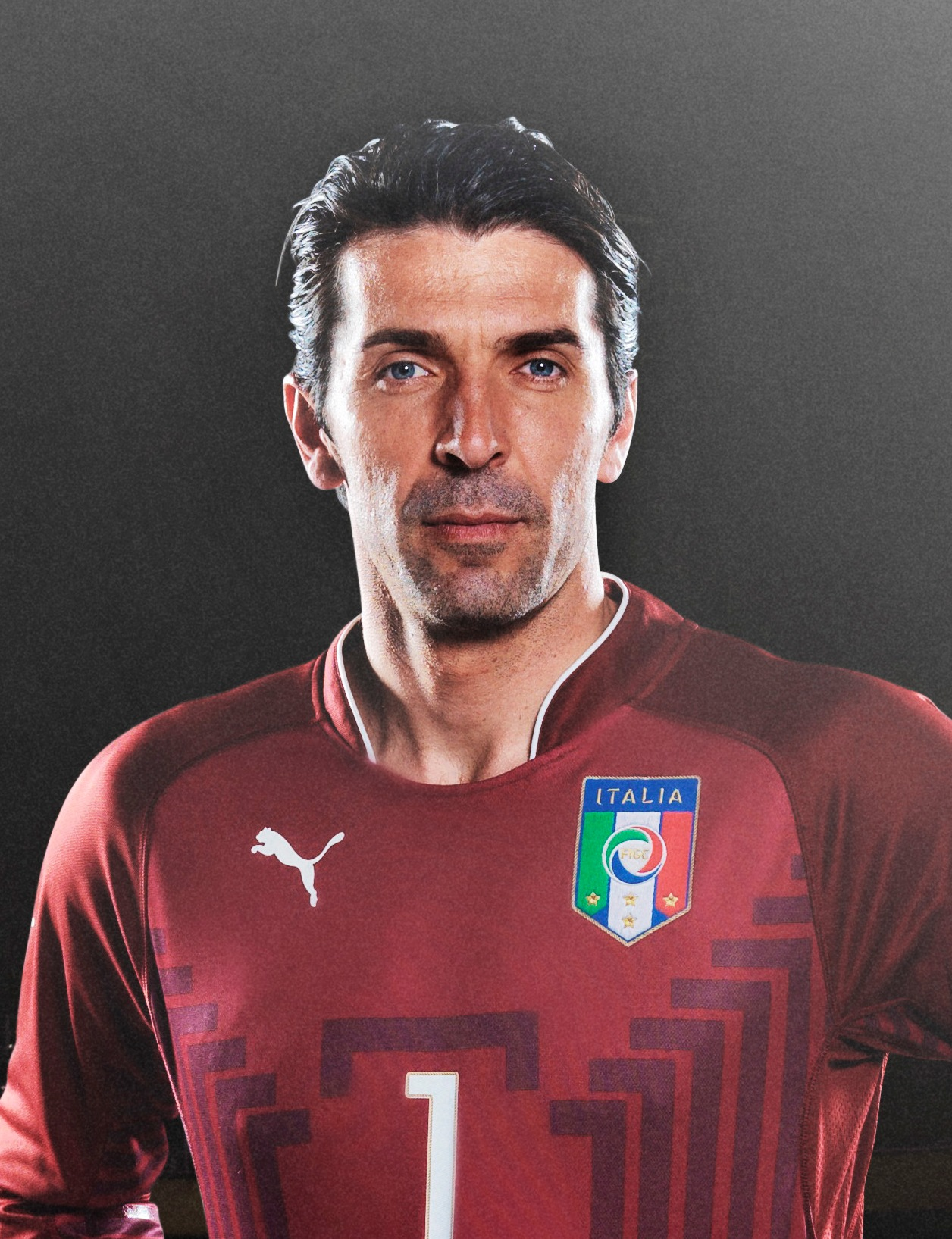
出场纪录保持者布冯

更新日期：2023年11月22日（三）
| #  | 姓名                           | 效力时期  | 位置 | 出场 | 进球 |
| -- | ------------------------------ | --------- | ---- | ---- | ---- |
| 1  | （Gianluigi Buffon）           | 1997–2018 | 門將 | 176  | 0    |
| 2  | （Fabio Cannavaro）            | 1997–2010 | 後衛 | 136  | 2    |
| 3  | （Paolo Maldini）              | 1988–2002 | 後衛 | 126  | 7    |
| 4  | （Leonardo Bonucci）           | 2010–     | 後衛 | 121  | 8    |
| =5 | （Daniele De Rossi）           | 2004–2017 | 中場 | 117  | 21   |
| =5 | 基亞連尼 （Giorgio Chiellini） | 2004–2022 | 後衛 | 117  | 8    |
| 7  | （Andrea Pirlo）               | 2002–2015 | 中場 | 116  | 13   |
| 8  | （Dino Zoff）                  | 1968–1983 | 門將 | 112  | 0    |
| 9  | （Gianluca Zambrotta）         | 1999–2010 | 後衛 | 98   | 2    |
| 10 | （Giacinto Facchetti）         | 1963–1977 | 後衛 | 94   | 3    |

粗体表示现役球员。

#### 进球纪录

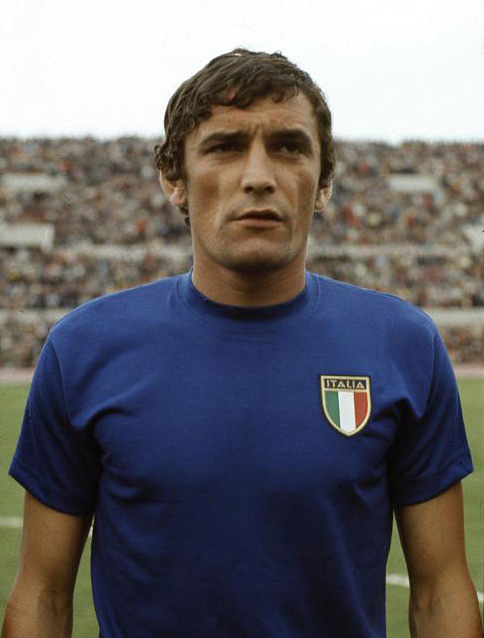
进球纪录保持者路易吉·里瓦

更新日期：2023年11月22日（三）
| # | 姓名                                           | 效力时期  | 位置 | 进球 | 出场 | 场均进球 |
| - | ---------------------------------------------- | --------- | ---- | ---- | ---- | -------- |
| 1 | 路易吉·里瓦 （Luigi Riva）                     | 1965–1974 | 前鋒 | 35   | 42   | 0.83     |
| 2 | 朱塞佩·梅阿查 （Giuseppe Meazza）              | 1930–1939 | 前鋒 | 33   | 53   | 0.62     |
| 3 | 西爾維奧·皮奧拉 （Silvio Piola）               | 1935–1952 | 前鋒 | 30   | 34   | 0.88     |
| 4 | （Roberto Baggio）                             | 1988–2004 | 前鋒 | 27   | 56   | 0.48     |
| 4 | （Alessandro Del Piero）                       | 1995–2008 | 前鋒 | 27   | 91   | 0.28     |
| 6 | 阿道夫·巴隆切里 （Adolfo Baloncieri）          | 1920–1930 | 中場 | 25   | 47   | 0.53     |
| 6 | （Filippo Inzaghi）                            | 1997–2007 | 前鋒 | 25   | 57   | 0.44     |
| 6 | 亚历山德罗·阿尔托贝利 （Alessandro Altobelli） | 1980–1988 | 前鋒 | 25   | 61   | 0.41     |
| 9 | （Christian Vieri）                            | 1997–2005 | 前鋒 | 23   | 49   | 0.47     |
| 9 | 弗朗切斯科·格拉齐亚尼 （Francesco Graziani）   | 1975–1983 | 前鋒 | 23   | 64   | 0.36     |

粗体表示现役球员。

## 球員名單

### 入選球員名單
- 以下是2024年歐洲國家盃26人正選名單
- 名單更新日期：2024年6月7日

| 號碼 | 位置 | 球員姓名                  | 出生日期（年齡） | 出賽 | 入球 | 效力球會     |
| ---- | ---- | ------------------------- | ---------------- | ---- | ---- | ------------ |
| 1    |      | （Gianluigi Donnarumma）  | 1999年2月25日    | 61   | 0    | 巴黎圣日耳曼 |
| 12   |      | （Guglielmo Vicario）     | 1996年10月7日    | 2    | 0    | 热刺         |
| 26   |      | （Alex Meret）            | 1997年3月22日    | 3    | 0    | 那不勒斯     |
|      |      |                           |                  |      |      |              |
| 2    | 后卫 | （Giovanni Di Lorenzo）   | 1993年8月4日     | 35   | 3    | 那不勒斯     |
| 3    | 后卫 | （Federico Dimarco）      | 1997年11月10日   | 18   | 2    | 國際米蘭     |
| 4    | 后卫 | （Alessandro Buongiorno） | 1999年6月6日     | 3    | 0    | 拖連奴       |
| 5    | 后卫 | （Riccardo Calafiori）    | 2002年5月19日    | 1    | 0    | 博洛尼亚     |
| 6    | 后卫 | （Federico Gatti）        | 1998年6月24日    | 3    | 0    | 尤文图斯     |
| 13   | 后卫 | （Matteo Darmian）        | 1989年12月2日    | 42   | 2    | 國際米蘭     |
| 15   | 后卫 | （Raoul Bellanova）       | 2000年5月17日    | 1    | 0    | 拖連奴       |
| 17   | 后卫 | （Gianluca Mancini）      | 1996年4月17日    | 13   | 0    | 羅馬         |
| 23   | 后卫 | （Alessandro Bastoni）    | 1999年4月13日    | 23   | 1    | 國際米蘭     |
| 24   | 后卫 | （Andrea Cambiaso）       | 2000年2月20日    | 3    | 0    | 祖雲達斯     |
|      |      |                           |                  |      |      |              |
| 7    | 中場 | （Davide Frattesi）       | 1999年9月22日    | 14   | 4    | 國際米蘭     |
| 8    | 中場 | （Jorginho）              | 1991年12月20日   | 53   | 5    | 阿森纳       |
| 10   | 中場 | （Lorenzo Pellegrini）    | 1996年6月19日    | 29   | 6    | 羅馬         |
| 16   | 中場 | （Bryan Cristante）       | 1995年3月3日     | 39   | 2    | 羅馬         |
| 18   | 中場 | （Nicolò Barella）        | 1997年2月7日     | 53   | 9    | 國際米蘭     |
| 21   | 中場 | （Nicolò Fagioli）        | 2001年2月12日    | 2    | 0    | 尤文图斯     |
| 25   | 中場 | （Michael Folorunsho）    | 1998年2月7日     | 0    | 0    | 維羅納       |
|      |      |                           |                  |      |      |              |
| 9    | 前鋒 | （Gianluca Scamacca）     | 1999年1月1日     | 15   | 1    | 亞特蘭大     |
| 11   | 前鋒 | （Giacomo Raspadori）     | 2000年2月18日    | 27   | 6    | 那不勒斯     |
| 14   | 前鋒 | （Federico Chiesa）       | 1997年10月25日   | 46   | 7    | 祖雲達斯     |
| 19   | 前鋒 | （Mateo Retegui）         | 1999年4月29日    | 7    | 4    | 热那亚       |
| 20   | 前鋒 | （Mattia Zaccagni）       | 1995年6月16日    | 5    | 0    | 拉素         |
| 22   | 前鋒 | （Stephan El Shaarawy）   | 1992年10月27日   | 31   | 7    | 羅馬         |

### 近年入選球員名單
| 號碼                                                                                       | 位置 | 球員姓名                                 | 出生日期（年齡） | 出賽 | 入球 | 效力球會   |
| ------------------------------------------------------------------------------------------ | ---- | ---------------------------------------- | ---------------- | ---- | ---- | ---------- |
|                                                                                            |      | （Ivan Provedel）                        | 1994年3月17日    | 0    | 0    | 拉齊奧     |
|                                                                                            |      | 馬爾科·卡內塞奇（Marco Carnesecchi）     | 2000年7月1日     | 0    | 0    | 阿特蘭大   |
|                                                                                            |      |                                          |                  |      |      |            |
|                                                                                            | 后卫 | （Francesco Acerbi）                     | 1988年2月10日    | 34   | 1    | 國際米蘭   |
|                                                                                            | 后卫 | 喬治歐·斯卡爾維尼（Giorgio Scalvini）    | 2003年12月11日   | 8    | 0    | 阿特蘭大   |
|                                                                                            | 后卫 | 迪斯天尼·烏杜治（Destiny Udogie）        | 2002年11月28日   | 3    | 0    | 热刺       |
|                                                                                            |      |                                          |                  |      |      |            |
|                                                                                            | 中場 | （Samuele Ricci）                        | 2001年8月21日    | 2    | 0    | 拖連奴     |
|                                                                                            | 中場 | 曼努埃尔·洛卡特利（Manuel Locatelli）    | 1998年1月8日     | 28   | 3    | 祖雲達斯   |
|                                                                                            | 中場 | 賈科莫·博納文圖拉（Giacomo Bonaventura） | 1989年8月22日    | 18   | 1    | 佛罗伦萨   |
|                                                                                            |      |                                          |                  |      |      |            |
|                                                                                            | 前鋒 | 里卡多·奧索利尼（Riccardo Orsolini）     | 1997年1月24日    | 6    | 2    | 博洛尼亚   |
|                                                                                            | 前鋒 | 尼古洛·扎尼奥洛（Nicolò Zaniolo）        | 1999年7月2日     | 19   | 2    | 阿士東維拉 |
|                                                                                            | 前鋒 | 洛倫佐·盧卡（Lorenzo Lucca）             | 2000年9月10日    | 0    | 0    | 乌迪内斯   |
| INJ 受傷的球員。 WD 球員因非傷病問題退出球隊。 RET 退出國家隊。 SUS 停賽。 PRE 預賽/待命。 |      |                                          |                  |      |      |            |

## 著名球員
- 阿爾基得斯·吉賈
- 路易吉·里瓦
- 萨尔瓦托雷·斯基拉奇
- 西尔维奥·皮奥拉
- 阿杜布尼
- 塔爾德利
- 丹尼利·迪羅斯
- 加圖索
- 安東尼奧·孔蒂
- 尼古拉·贝尔蒂
- 安杰洛·迪利维奥
- 維祖活（英语：Pietro Vierchowod）
- 克劳迪奥·詹蒂萊
- 詹盧卡·帕柳卡

## 球衣

### 历届球衣
主場 
| Debut · 1910 | First Kit · 1911 | 世界杯 · 1934–1938 | 世界杯 · 1938 | 世界杯 · 1950 | 世界杯 · 1954 | 世界杯 · 1962 | 世界杯 · 1966 |

| 世界杯 · 1966 | 歐洲杯 1968 · 世界杯 1970–1978 | 世界杯 · 1982 | 世界杯 · 1986-90 | 世界杯 · 1994 | 歐洲杯 · 1996 | 世界杯 · 1998 | 歐洲杯 · 2000 |

| 世界杯 · 2002 | 歐洲杯 · 2004 | 世界杯 · 2006 | 歐洲杯 · 2008 | 世界杯 · 2010 | 歐洲杯 · 2012 | 洲際盃 · 2013 | 世界杯 · 2014 |

| 歐洲杯 · 2016 | 世界杯 · 2018 |

客場
| 世界杯 · 1970-1974 | 世界杯 1978 · 歐洲杯 1980 | 世界杯 · 1982 | 世界杯 · 1986-1990 | 世界杯 · 1994 | 歐洲杯 · 1996 | 世界杯 · 1998 | 歐洲杯 · 2008 |

| 世界杯 · 2010 | 歐洲杯 2012 · 洲際盃 2013 | 世界杯 · 2014 | 歐洲杯 · 2016 | 世界杯 · 2018 |

## 历任主教练
- 波佐（Vittorio Pozzo）（1929年－1948年）

毫无疑问，波佐是所有的意大利国家队教练中最为成功的人。在他的执教之下，意大利国家足球队在34年和38年连续两次夺得世界杯冠军。原来在1912年，当时年仅26岁的波佐成为了意大利国家队的主教练，也是现在意大利国家队主教练最年轻记录的保持者，但那次时间相当的短。波佐正式成为意大利主教练的时候是在1929年。并率领意大利队夺得了1934年世界杯和1938年世界杯的冠军。
在波佐任职的10年内（1929年－1939年），意大利国家足球队不仅夺得了两届世界杯冠军，而且也获得了1936年奥运会男足的金牌。并取得了53胜16平8负的好成绩。在意大利夺得38年世界杯之后，本来新老交替已经完成的意大利由于后来第二次世界大战的爆发，走向了衰弱。否则，波佐还会创造更好的成绩。
战后，波佐重新回到了意大利国家足球队主帅的位置，但是由于战争的摧毁，以及后来都灵队的那次苏佩加空难，意大利足球实力已经大不如前。在佛罗伦萨的那场0:4惨败于英格兰成为波佐在意大利的绝唱。
- 福尼（Alfredo Foni）（1954年－1958年）

球员时代，福尼是30年代尤文图斯以及意大利国家足球队的著名后卫，并夺得了1938年世界杯的冠军。并且福尼也是尤文图斯战前最后一任队长。在成为教练之后，福尼率领国际米兰夺得了1953年和1954年意甲联赛的冠军。而1954年世界杯惨败之后，福尼成为了意大利的教练，但成绩并不出众。在1958年世界杯预选赛的附加赛中，意大利1：2不敌北爱尔兰，预选赛遭淘汰，福尼也在赛后辞去国家队主教练的职务。
- 维亚尼（Gipo Viani）（1960年）

维亚尼在任国家队教练之前，执教于AC米兰。并在AC米兰执教期间，夺得数座联赛冠军的奖杯，以及在1958年冠军杯中杀入了决赛，最终加时赛2：3不敌当时巅峰时期的皇家马德里。但在国家队中在任时间很短，基本是匆匆上任，而后匆匆卸任。只执教了寥寥几场。
- 费拉里（Giovanni Ferrari）（1961年－1962年）

球员时代是30年代意大利国家足球队的著名球星，夺得了8座意甲联赛冠军（5座在尤文图斯、2座在国际米兰、1座在博洛尼亚），以及1934年世界杯和1938年世界杯冠军。1961年接替维亚尼成为了意大利主教练，但在而后的1962年世界杯中，由于意大利小组赛被淘汰，辞去了国家队主教练的职务。
- 法布里（Edmondo Fabbri）（1962年－1966年）

原来是意大利青年队主教练，1962年世界杯之后成为了国家队主教练。但在1966年世界杯，意大利败给朝鲜之后，辞去国家队主教练职务。
- （Helenio Herrera）（1966年）

在意大利国家足球队兵败1966年世界杯之后，本来意大利足协准备聘请赫雷拉成为意大利的主教练。这也算是意大利国家足球队历史上第一任外籍教练。但赫雷拉由于在国际米兰事务繁忙，基本在国家队是挂一个头衔，实际都是由瓦尔卡雷吉来操作。
赫雷拉是阿根廷人，也是影响日后意大利足球防守反击，以及钢筋混凝土防守的奠基人。在国际米兰时期，赫雷拉曾经使用他的那套战术夺得了1964年和1965年两届冠军杯冠军。而瓦尔卡雷吉在意大利国家足球队的那套战术思路基本都是沿袭赫雷拉的思想。
- 瓦尔卡雷吉（Ferruccio Valcareggi）（1966年－1974年）

在意大利足协聘请赫雷拉成为意大利国家足球队主教练的时候，瓦尔卡雷吉那时候还是以助手出现。但是由于赫雷拉在国际米兰事务繁忙，所以国家队基本都是由瓦尔卡雷吉来指挥。瓦尔卡雷吉在任期间，在意大利隊的指挥上面，完全沿袭了赫雷拉那套防守反击的战术打法，使得后来的“链式防守”“快速反击”成为了意大利国家队的特色。
瓦尔卡雷吉在任意大利国家队主教练期间，夺得了1968年欧洲足球锦标赛冠军和1970年世界杯亚军。也是二战以后，率领意大利取得成绩最好的一任主教练。并且在1973年温布利体育场击败英格兰，改写了意大利对英格兰的劣势。但在1974年世界杯，意大利国家足球队小组赛淘汰之后，瓦尔卡雷吉离开了国家队主帅的位置。
- 贝尔南蒂尼（Fulvio Bernardini）（1974年－1977年）

贝尔南蒂尼教练的黄金时代是在50年代，在費倫天拿执教期间，贝尔南蒂尼获得了1956年意甲联赛的冠军，并取得了40场不败的骄人战绩（这个不败战绩后来被卡佩罗执教的AC米兰以58场不败所打破）。并率领費倫天拿打入了1957年冠军杯决赛，成为了第一支打入冠军杯决赛的意甲球队。此后又在博洛尼亚率领球队夺得该球队历史上最后一座联赛冠军，就此成为了意大利著名的功勋教练。贝尔南蒂尼执教国家队时间不长，也没有什么成绩。后来在1978年世界杯预选赛中由于身体原因离开了国家队的岗位，由原来青年队主教练贝阿尔佐特继任。
- 贝阿尔佐特（Enzo Bearzot）（1977年－1986年）

原来是意大利青年队主教练，贝尔南蒂尼因为身体原因离开国家队岗位之后，贝阿尔佐特成为了继任者。并率领国家队参加了1978年世界杯。贝阿尔佐特指挥下的意大利是当届世界杯最年轻的球队，同时也是表现最好的球队，但由于经验不足，先后败给了荷兰和巴西，只取得了第四名的成绩。但在1982年世界杯上，贝阿尔佐特率领意大利国家队，先后力克热门阿根廷、巴西、波兰和联邦德国，夺得了世界杯冠军。
除了世界杯冠军之外，贝阿尔佐特在1980年欧洲足球锦标赛夺得了第四名的成绩。也是战后第一次获得世界杯冠军的意大利国家队教练。1986年世界杯之后，离开了国家队主教练的位置。同样由青年队主教练维奇尼接任，而維奇尼最終同現任德國足球總會主席碧根鮑華在世界杯決賽後離職。
- 阿泽利奥·维奇尼 (Azeglio Vicini，1986年–1991年)
- 萨基 (Arrigo Sacchi，1991年–1996年)
- 塞萨尔·马尔蒂尼 (Cesare Maldini，1997年–1998年)
- 迪诺·佐夫 (Dino Zoff，1998年–2000年)
- 特拉帕托尼 (Giovanni Trapattoni，2000年–2004年)
- 马尔切洛·里皮 (Marcello Lippi，2004年–2006年)
- 罗伯托·多纳多尼 (Roberto Donadoni，2006年–2008年)
- 马尔切洛·里皮 (Marcello Lippi，2008年–2010年)
- 切薩雷·普蘭德利 (Cesare Prandelli，2010年–2014年)
- 安東尼奧·孔蒂 (Antonio Conte，2014年–2016年)[10]

- 詹皮耶罗·文图拉 (Gian Piero Ventura，2016年–2017年)
- 羅拔圖·文仙尼 (Roberto Mancini，2018年–2023年)
- 盧西亞諾·斯帕萊蒂（Luciano Spalletti，2023年–2025年）
- 加圖索（Gennaro Gattuso，2025年–）

## 教練組名單
| 職位       | 國籍   | 姓名                                         |
| ---------- | ------ | -------------------------------------------- |
| 總教練     | 義大利 | 加圖索（Gennaro Gattuso）                    |
| 助理教練   | 義大利 | 路易吉·里奇奧（Luigi Riccio）                |
| 技術助理   | 義大利 | 莱昂纳多·博努奇（Leonardo Bonucci）          |
| 門將教練   | 義大利 | 羅伯托·佩羅內（Roberto Perrone）             |
| 門將教練   | 義大利 | 克里斯蒂亚诺·卢帕特利（Cristiano Lupatelli） |
| 代表團團長 | 義大利 | 詹路易吉·布冯（Gianluigi Buffon）            |
| 比賽分析師 | 義大利 | 馬可·桑格馬尼（Marco Sangermani）            |

## 軼聞
從1994年起，意大利每6年均會進入一次大賽決賽：有2000年歐洲國家盃、2006年世界盃足球賽及2012年歐洲國家盃，但四次決賽中意大利只能贏得2006年世界盃。但這紀錄，隨著於2018世界盃歐洲區資格賽敗於瑞典而無緣晉身決賽周，宣告終結。

## 外部連結
- 意大利足協網頁 （页面存档备份，存于）

| 前任： 1930年烏拉圭 | 世界盃足球賽冠軍 1934年(第一次奪冠) 1938年(第二次奪冠) | 繼任： 1950年烏拉圭 |
| 前任： 1978年阿根廷 | 世界盃足球賽冠軍 1982年(第三次奪冠)                    | 繼任： 1986年阿根廷 |
| 前任： 2002年巴西   | 世界盃足球賽冠軍 2006年(第四次奪冠)                    | 繼任： 2010年西班牙 |
| 前任： 1964年西班牙 | 歐洲國家盃冠軍 1968年(第一次奪冠)                      | 繼任： 1972年西德   |
| 前任： 2016年葡萄牙 | 歐洲國家盃冠軍 2020年(第二次奪冠)                      | 繼任： 2024年       |